# Lentoasema vasútállomás
Lentoasema vasútállomás Finnországban, Vantaa településen található.

## Vasútvonalak
Az állomást az alábbi vasútvonalak érintik:
- Vantaankoski–Tikkurila-vasútvonal

## Kapcsolódó állomások
A vasútállomáshoz az alábbi állomások vannak a legközelebb:
- Leinelä vasútállomás (Helsinki Central, kelet, P Helsinki - Lentoasema- Helsinki, Tikkurila railway station)
- Aviapolis vasútállomás (Helsinki Central, délnyugat, I Helsinki < Lentoasema < Helsinki, Huopalahti vasútállomás)